# Irene Curzon, 2. Baroness Ravensdale

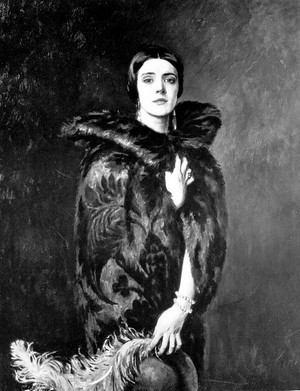
Irene Curzon, 2. Baroness Ravensdale, Porträt von William Bruce Ellis Ranken (1925)

Mary Irene Curzon, 2. Baroness Ravensdale, CBE (* 20. Januar 1896 in London; † 9. Februar 1966 ebenda) war eine britische Adelige und Mitglied im House of Lords.

## Leben
Mary Irene war die älteste Tochter von drei Kindern des britischen Politikers und späteren Vizekönig von Indien George Curzon, 1. Marquess Curzon of Kedleston (1859–1925) und seiner ersten Ehefrau, der US-Amerikanerin Mary Victoria Leiter (1870–1906). Sie besuchte das renommierte Schweizer Internat Le Rosey. Lady Irene gehörte dem Zirkel von Freunden des Prince of Wales und späteren Königs Eduard VIII. an. Sie galt schon als die zukünftige Ehefrau Eduards, bis Wallis Simpson seine Gunst errang und er deretwegen auf den britischen Thron verzichtete (1936). Sie hatte mehrere Affären, darunter mit ihrem Schwager Sir Oswald Mosley und dem polnischen Pianisten Artur Rubinstein. Sie lehnte die Heiratsanträge des Politikers Victor Alexander Cazalet und des späteren Botschafters in Deutschland, Sir Nevile Meyrick Henderson, ab. 

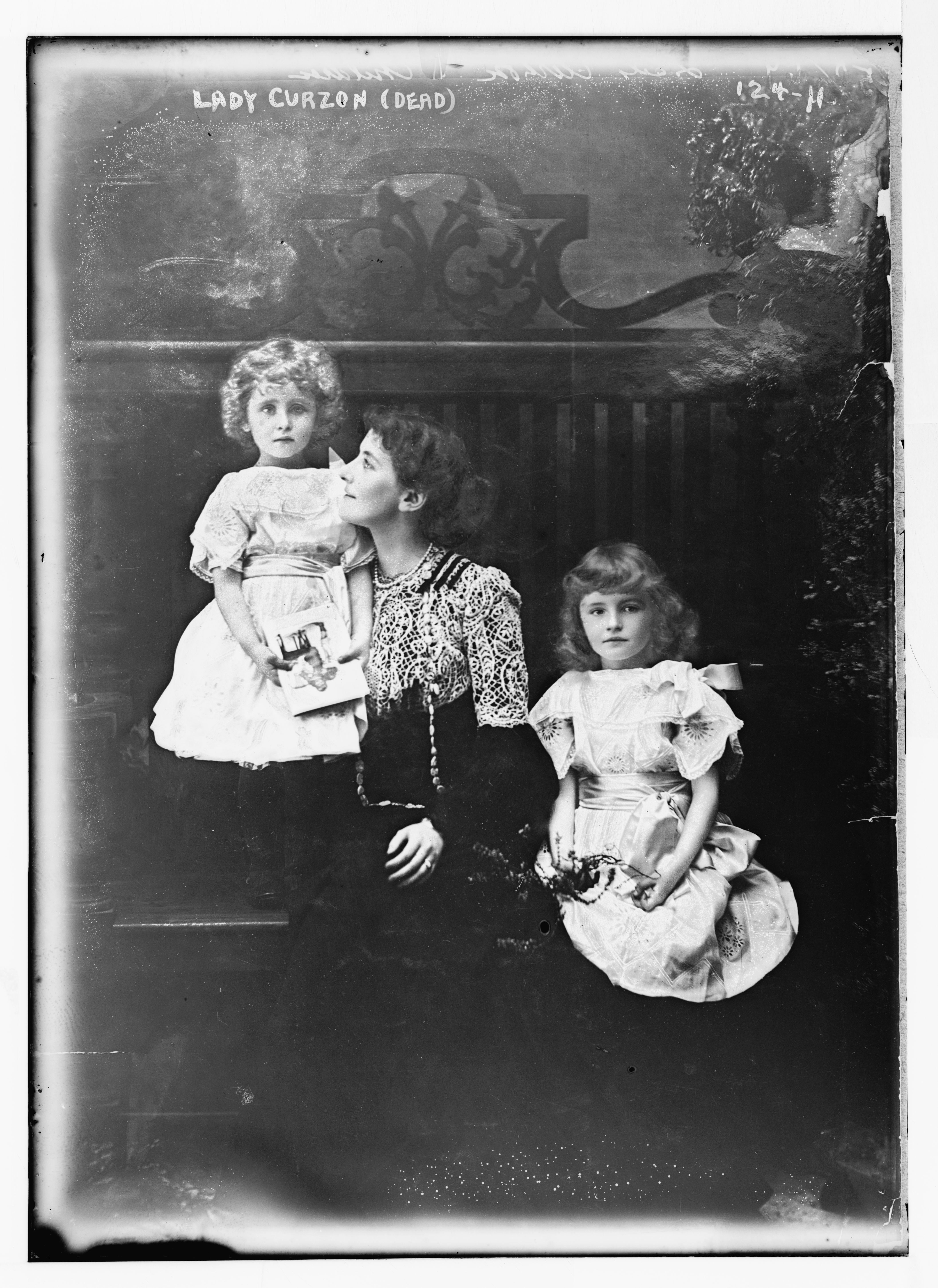
Mary Irene (rechts) mit ihrer Mutter und Schwester Cynthia im Jahr 1900

Lady Irene engagierte sich zeitlebens in sozialen Bereichen. Während des Zweiten Weltkrieges organisierte sie die Pflege verwundeter Soldaten, Kinderlandverschickungen und Vorträge. Für ihre Arbeit beim Kinderhilfswerk Save the Children wurden sie und ihre jüngeren Schwester Alexandra Naldera durch den König Georg VI. zum Commander of the British Empire (CBE) ernannt. 1925 hatte sie bereits aufgrund eines besonderen Vermerks bei der Verleihung von ihrem Vater den Titel einer Baroness Ravensdale geerbt. Außerdem wurde sie am 6. Oktober 1958 als Baroness Ravensdale of Kedleston zum Life Peer ernannt. Hierdurch erhielt sie einen Sitz im House of Lords, was den Trägerinnen von erblichen Titeln erst ab dem Peerage Act 1963 möglich war.